# Там мешкають дракони (фільм)
«Там мешкають дракони» — фільм британського режисера та сценариста Ролана Жоффе, який став відомим завдяки своїм роботам «Місія» та «Поля смерті».
Зі слів самого автора, «Там мешкають дракони» — це фільм, який розкаже про «історії людей, які намагаються знайти сенс життя».
Дії фільму розгортаються під час громадянської війни в Іспанії і зачіпають такі теми, як зрада, любов та ненависть, пробачення, дружба та пошук сенсу в повсякденному житті. Тут показано історію журналіста, його батька, і священика св. Хосемарії Ескріва, одного з останніх святих Римсько-католицької Церкви, засновника Opus Dei, якого також називали «Святим повсякденності».
«Там мешкають дракони» — драма, яка ставить за мету дослідити тему людських почуттів та пошуку сенсу нашого існування в повсякденності. За словами Жоффе, вони робили фільм «про кохання, людську любов і божественну любов, про ненависть, про зраду, про війну, про помилки, про все, з чого складається людська сутність».
Реакція на «питання примирення» — ось, що автор чекає від глядачів. Життя, за його словами потрібно сприймати як можливість любити: «це вибір, і у прийнятті цього рішення ти стаєш вільним. Тобі не стати вільним, якщо ти ненавидиш. Цікава річ, що коли ти дійсно любиш, ти відчуваєш це наче подих свободи, ти думаєш: "Боже мій, я вибрав це, і це красиво"». Він наголошував на тому, що суть християнства — в любові, а вчення св. Хосемарії виявляє духовний зв'язок з Богом в простих речах як приготування їжі, спільне дозвілля з рідними чи навіть боротьба. Жоффе стверджує, що це фільм про те, що означає бути святим в наш час.

## Сюжет
«Там мешкають дракони» — кіноепопея, яка розповідає історію сучасного іспанського журналіста, Роберта. Герой намагається відновити стосунки зі своїм помираючим батьком, Маноло, який свого часу брав участь в громадянській війні в Іспанії. Під час свого розслідування журналіст виявляє, що його батько був близьким товаришем дитинства Хосемарії Ескріва, якого згодом оголосять святим. Більше того, був з ним у складних стосунках.
Маноло став солдатом під час громадянської війни в Іспанії, там закохався у вродливу угорську революціонерку Ільдіко. Вона відштовхує його і пов'язує себе з хоробрим лідером повстанців Оріолом. Маноло вибухає через ревнощі, і стає на шлях зради.
Одним з головних персонажів фільму є молодий священик Хосемарія Ескріва, сучасний святий і засновник Opus Dei, персональної прелатури Католицької Церкви, яка вчить, що звичайне людське життя являє собою шлях до святості. Ескріва, який помер в 1975 році, був канонізований Іваном Павлом II в 2002 році. 
Жоффе, який спочатку відмовився від участі в проекті, був «в кінцевому рахунку заінтригований шансом зобразити життя сучасного святого, особливо зважаючи на філософію Ескріва, який вчив, що шлях до Бога може бути знайдений в повсякденному житті».

## Виробництво
Продюсером фільму став Ролан Жоффе, який також є і режисером стрічки. Гай Дж. Лаутген, Ігнасіо Г. Санчо, та Ігнасіо Нуньєс теж виступили в ролі продюсерів. Останні два є членами Opus Dei.
Фінансування здійснювалося з інвестиційного фонду, створеного Ігнасіо Г. Санчо та Ігнасіо Нуньєсом. Цей фонд має 100 приватних інвесторів, включаючи приватні інвестиційні фонди та інших інституційних та приватних інвесторів. Телевізійна та медіакомпанія Antena 3, перша приватна телестанція в Іспанії, також брала участь у фінансуванні фільму. Жоффе, теж долучився до фінансування виробництва. Виробничі послуги надавали іспанська компанія «Morena films» та аргентинська компанія «Historias Cinematográficas».
Газета «The New York Times», яка назвала фільм релігійним епосом, повідомила, що спершу був інший сценарій, написаний Барбарою Ніколозі і запропонований Г'ю Гадсону та Алехандро Гонсалесу Іньярріту, які його відкинули. Жоффе також спочатку відхилив пропозицію працювати в ролі режисера. Та, згодом змінив своє рішення, коли переглянув відео про святого Хосемарію Ескріву, який відповідав на питання єврейської дівчини, що бажала перейти в католицизм. Ескріва сказав їй, що вона не повинна переходити, тому що це буде неповага до її батьків. І Жоффе вразило, що це було сказано настільки неупереджено.
Жоффе підписав контракт на режисерську позицію з умовою написання нового сценарію, з нуля, а також став продюсером фільму. У своєму сценарії Жоффе створив заплутаний сюжет, де головний герой знаходить свідчення дружніх взаємин свого батька з Ескрівою. Для більш цікавої побудови сюжету автор навіть зробив додаткові дослідження, подорожуючи до Іспанії, Італії та Південної Америки.
Після офіційного розгляду, проведеного Гільдією письменників Америки (WGA), було вирішено, що автором сценарію для фільму буде значитися Ролан Жоффе. Прийнявши це рішення, WGA підтвердила, що сценарій пана Жоффе повністю оригінальний і, що сценарій, написаний Барбарою Ніколозі, не має ніякого відношення до фільму «Там мешкають дракони».
На пресконференції, що відбулася в Буенос-Айресі, 24 серпня 2009 року, Ігнасіо Г. Санчо заявив, що їх роль полягала в створенні простору для вільної творчості Ролана, який мав абсолютну свободу в якості режисера. Цінність проекту була в тому, що хтось, хто повністю незалежний від Католицької Церкви, агностик, зображує Хосемарію зі своєї власної точки зору. 
Випусковим режисером фільму «Там мешкають дракони» став Еухеніо Дзанетті, який отримав Оскар в 1996 році за фільм «Королівська милість». Художником з костюмів стала Івонн Блейк, володарка Оскара за фільм «Микола і Олександра», яка також розробила дизайн костюмів для фільму «Супермен». Дворазовий володар премії Оскар Мішель Берк виступив гримером стрічки. Стівен Ворбек, який отримав Оскара за «Закоханого Шекспіра», склав партитуру. Річард Норд, який був номінований на Оскар за «Утікача», став монтажером фільму. 

## У ролях
- Чарлі Кокс — Хосемарії Ескріва
- Веслі Бентлі — Маноло Торрес
- Дугрей Скотт — Роберто Торрес
- Унакс Угальде — Педро Каскіано
- Ольга Куриленко — Ільдіко
- Гольшіфте Фарахані — Лейла
- Джеральдіна Чаплін — Абилейза
- Родріго Санторо — Оріол
- Дерек Джекобі — Оноріо Сото
- Лілі Коул — Аліна
- Жорді Молья — дон Хосе
- Ана Торрент — донья Долорес

## Реакція на фільм
Навколо фільму розгорілася суперечка, спровокована деякими противниками Opus Dei. Вони стверджували, що фільм є пропагандою організації. Також висувалися звинувачення, що фільм є певною реакцією Opus Dei на «Код да Вінчі».
Жоффе заперечує, що фільм є відповіддю на «Код да Вінчі», оскільки, як він каже, для простої відповіді це занадто дорого. Прелатура Opus Dei також заперечила свою участь у фільмі, заявивши, що знімальна група лише попросила Opus Dei надати допомогу в отриманні точної інформації про Ескріва.

## Цікаві факти
- Назву було взято з області середньовічної картографії, що стосується вивчення невідомих територій ненависті, провини та прощення. «Там мешкають дракони» є похідним від «Тут мешкають дракони» (лат. «hic sunt dracones») — стародавнього способу позначення на картах місць, де є небезпека, або невідомих місць, які потрібно дослідити
- Жоффе, який був номінований на премію Оскар за фільм «Місія», який розповідає про місію єзуїтів в Південній Америці, говорить, що він «дуже зацікавлений в тих роботах, які серйозно ставляться до релігії, а не грають в гру, де релігія доводиться до абсурду»
- Щоб показати Мадрид 1930-х років частину фільму знімали в Лухані, Аргентина.